# Crasville-la-Mallet
Crasville-la-Mallet é uma comuna francesa na região administrativa da Normandia, no departamento de Sena Marítimo. Estende-se por uma área de 3,22 km². Em 2010 a comuna tinha 159 habitantes (densidade: 49,4 hab./km²).